# Казан-Алі
Казан-Алі (перс. قازان علی) — село в Ірані, входить до складу дехестану Баш-Калах у Центральному бахші шахрестану Урмія провінції Західний Азербайджан.